# Shigenobu Nakamura
Shigenobu Nakamura (Japans: 中村滋延, Nakamura Shigenobu) (Osaka, 25 mei 1950) is een Japans componist en muziekpedagoog.

## Levensloop
Zijn studie deed hij aan de Aichi Prefectural University of Fine Arts and Music eveneens op het eiland Honshu en aan het Hochschule für Musik und Theater in München.
Hij schreef tot nu meer dan honderd werken voor verschillende genres, waaronder tien orkestwerken en drie symfonieën. Aan het einde van de jaren 1980 heeft hij zich enthousiast geconcentreerd op het schrijven van toneelmuziek met gebruik van de computer. Verscheidene composities werden met internationale onderscheidingen gedecoreerd, onder andere door het ICMC van de University of Singapore (1992, 1995, 1996, 1997, 2003) en door het Zentrum für Kunst und Medientechnologie – ZKM – te Karlsruhe (1998). Ook zijn visuele werken werden onderscheiden, onder andere met de Internationalen Preis für Videokunst in Duitsland (1995 en 1996) en de "l'immagine leggera" Palermo Internationaal Videokunst Festival in Italië in 1997.
In 1997 en 1998 was hij acteur bij het ZKM in Karlsruhe. Hij was eveneens professor aan het Kyoto College of Arts (nu: Kyoto University of Arts and Design) in Kioto en is tegenwoordig professor aan het instituut voor akoestisch design van de Kyushu Universiteit in Fukuoka.

## Composities

### Werken voor orkest
- 1975 Window
- 1976 Sinfonischer Garten
- 1976 Morgen: kamerconcert nr. 1
- 1978 Symfonie nr.1 "ANIMA"
- 1981 Genesis
- 1984 Tantra, voor gamelanorkest
- 1987 Wings
- 1990 Symfonie No.2 "Totem"
- 1992 Solitude
- 2002 "Gallery of Reliefs" - Symfonie nr. 3

### Werken voor harmonieorkest
- 1990 Yantra: Concerto, voor harmonieorkest

### Muziektheater

#### Balletten
| Voltooid in | titel                                               | aktes | première | libretto | choreografie |
| ----------- | --------------------------------------------------- | ----- | -------- | -------- | ------------ |
| 1999        | ミノタウロスに捧げた愛 (Minotaur dedicated to love) |       |          |          |              |
| 2000        | Hanagatami                                          |       |          |          |              |
| 2002        | Utakatano                                           |       |          |          |              |
| 2003        | Duo                                                 |       |          |          |              |

### Koormuziek
- 1995 JISIN, OYAKUSOKU, voor gemengd koor
- 1999 Gendai Warabeuta Ko voor kinderenkoor, piano en geluidsband

### Kamermuziek
- 1971 Blaaskwintet
- 1973 Strijkkwartet "1973" nr. 1
- 1976 Relief voor strijkkwartet
- 1981 Chamber concerto No. 4 "Rei" voor trompet, marimba en klein ensemble
- 1983 Variete, voor blazers
- 1984 Cosmos, voor blazers
- 1987 Lyrical Dances voor sopraanblokfluit, altblokfluit, viola da gamba, klavecimbel en luit
- 1988 Gallery
- 1989 Divertimento voor blokfluit-ensemble (S.A.T.B.)
- 2003 Duo voor fluit en cello
- Golden Deer, toongedicht voor hobo, klarinet en fagot
- Piano Trio "Turning Points", voor viool, cello en piano
- The Sorrowful Island, voor strijkkwartet

### Werken voor piano
- 1978 Mei-an
- 1983 White
- 1999 Deja vu
- Scenes II

### Werken voor gitaar
- 1978 Lyric voor 4 gitaren

### Muziek voor slagwerk
- 1985 slash + print, voor marimba en slagwerk-ensemble

### Muziek voor traditionele Japanse instrumenten
- 1977 Hana to Kaze voor 2 shakuhachis, 2 kotos, jushichigen en 2 percussions
- 1998 Trinity voor 3 Shakuhachis (Japanse Bamboefluit)
- 1999 Kanae voor 3 Shakuhachis
- 2000 Chinkon-Fu voor sopraan, Koto en cello
- Kurita voor 2 Koto

### Elektronische muziek
- 1990 Crossword Vol. 2 voor sopraansolo en computermuziek
- 1990 Sampling Landscape für Klarinette en computermuziek
- 1991 Crossword Vol. 3 voor Zangeres of Zanger en computermuziek
- 1992 Interface Concerto voor computer en elektronisch Keyboard
- 1992 Plastic Music voor geluidsband
- 1995 Yin & Yang Audiovisuele computermuziek
- 1996 Epitaph Audio-Visual Poem - for Video and Electronic Sound (to memories of my father)
- 1996 Kaze-no-hibiki, Iki-no-shirabe (Sound of Wind and Melody of Breath) Audio-Visual Poem with Alto-Saxophone
- 1998 Life Audio-Visual Poem - Computer Music with Video
- 1998 Play Audio-Visual Poem - Computer Music with Video
- 1998 sabi (die schoonheit van de eensamhijt) audiovisual poem
- 1999 Hi no Utsuwa (Object of Mercy) Music-based Media Art - for Performer, computer sound and computer graphics
- 1999 The Love dedicated to Minotaur Ballet Music - voor geluidsband
- 2000 Common Tragedies in Urban Life Audio-Visual Poem - Computer Music with Video
- 2000 Hanagatami Ballet Music, voor geluidsband
- 2000 Lust Audio-Visual Poem - Computer Music with Video
- 2000 Metamorphosis of Love Audio-Visual Poem - Computer Music with Video
- 2000 Scar for Violoncello, electronic sounds and Computer graphics
- 2001 Dream of Naga for Flute, computer sound and computer graphics
- 2002 Noemata No. 2 Computer Music for Video
- 2002 Voyage voor piano en computersound
- Digital Shadowplay "Shadow of Rama"
- Kagami interactief muziekstuk voor trompet en video

## Publicaties
- Sound Representation of Art Animation Geijutsu Kogaku: the Journal of Design; Vol.2, pp25-36 Faculty of Design, Kyushu University.
- Analysis of the Interpretation by Glenn Gould - through his way of playing Opus 23-5 composed by Arnold Schönberg - ; Geijutsu Kogaku: the Journal of Design; Vol.1, pp67-76 Faculty of Design, Kyushu University.
- The Possibility of Music Expression by Digital Art International Journal of Asia Digital Art and Design Association, 2003 Vol.1, Vol.1, pp.111-117, 2003.
- The Possibility of Musical Representation with Visual Elements IPSJ SIG Technical Reports, 2004-MUS-54, pp.23-38, Information Processing Society of Japan, 2004.
- The Digital Design of Performance System for the Synthesis of Image and Music Proceedings of the 2nd annual Conference of Asia Digital Art and Design Association, pp98-99, 2004.